# Franz Ludwig von Preuschen von und zu Liebenstein
Franz Georg Ernst Ludwig von Preuschen Freiherr von und zu Liebenstein II. (* 2. Januar 1804 in Dillenburg; † 20. Juli 1887 in Liebeneck) war nassauischer Landtagsabgeordneter und Richter des Oberappellationsgerichtes Wiesbaden.

## Familie
Franz Ludwig von Preuschen Freiherr von und zu Liebenstein war der Sohn des Oberappellationsgerichtspräsidenten Georg Ernst Ludwig von Preuschen Freiherr von und zu Liebenstein und dessen Ehefrau Maria Dorothea geborene von Albini. 
Er heiratete am 18. Mai 1841 in Winkel am Rhein Emilie geborene von Schwarzenau (* 24. Juli 1815 in Geisenheim; † 17. Januar 1890 in Liebeneck), die Tochter des nassauischen Oberforstmeisters Friedrich Ludwig von Schwarzenau und dessen Frau Caroline geborene Kilp. Aus der Ehe gingen folgende Kinder hervor:
- Karoline Friederike Wilhelmine Freifrau von Gemmingen-Hornberg (* 26. Dezember 1844 in Dillenburg; † 28. April 1924 in Altkessel, bei Grünberg, Schlesien) verheiratet mit dem Königlich Bayerischen Kämmerer Oskar Friedrich Freiherr von Gemmingen-Hornberg (1838–1918)
- Ludwig Wilhelm Friedrich Freiherr von Preuschen von und zu Liebenstein (* 9. August 1846; † 8. Juli 1887 in Liebeneck), Herr zu Liebeneck
- Franz Georg Ernst Ludwig Wilhelm Friedrich Freiherr von Preuschen von und zu Liebenstein (* 15. August 1851 in Dillenburg; † 13. Januar 1884 in Eichstätt), Königlich Bayerischer Forstassistent

## Leben
Er besuchte das Gymnasium Weilburg und studierte ab 1823 Rechtswissenschaften an der Universität Göttingen. 1827 wurde er Akzessist beim nassauischen Staatsministerium und war 1832 bis 1840 Sekretär am Hof- und Appellationsgericht Dillenburg. Ab 1840 arbeitete er am Oberappellationsgericht Wiesbaden. 1842 wurde er Hofgerichtsrat (zunächst am Hof- und Appellationsgericht Dillenburg, dann am Hof- und Appellationsgericht Wiesbaden). 1859 wurde er Oberappellationsgerichtsrat in Wiesbaden.
Er war Fideikommissherr auf Liebenstein.

## Abgeordneter
1855–1856 und 1858–1862 gehörte er als Vertreter der Gräfin von Kielsmannsegge der 1, Kammer der Landstände des Herzogtums Nassau an.

## Orden und Auszeichnungen
Preußen: Kronen Orden, 3. Klasse. Urkunde ausgestellt Schloss Babelsberg, den 9.9.1867, Kaiser Wilhelm I